# Бубель Мойсей Ізраїльович
Мойсей (Михайло) Ізраїльович Бубель (рос. Моисей Израилевич Бубель; 12 червня 1927, Сатанів, нині смт Городоцького району Хмельницької області, Україна — 24 лютого 1993, Нижній Новгород, Росія) — радянський конструктор.

## Біографія
Мойсей Ізраїльович Бубель народився 12 червня 1927 року в Сатанові. За 13 років до народження Мойсея, восени 1914 року, коли почалася Перша світова війна, Бубелів виселили з прикордонного Сатанова в Арзамас Нижньогородської губернії. По закінченні війни сім'я повернулася в рідне містечко, де й народився Мойсей. Під час голодомору 1932—1933 років Бубелі, втікаючи від лиха, знову переїхали в Арзамас. Тут Мойсей пішов до школи, але 1941 року 14-річний хлопець став працювати сантехніком у лазні, щоб забезпечити сім'ю робітничою продуктовою карточкою. Через рік він повернувся в школу. Закінчивши сім класів, Мойсей Бубель вступив до Горьківського авіаційного технікуму імені Баранова. Закінчивши його, три роки працював у Куйбишеві (нині знову Самара) на авіаційному заводі.
У 1951—1987 роках працював у Горькому (Нижньому Новгороді) на підприємстві, що розробляло радіовимірювальну техніку загальнопромислового та військового значення. Підприємство змінювало назви: Центральний науково-дослідний інститут № 11 (ЦНДІ-11), поштова скринька 446 (п/с 446), Горьківський науково-дослідний приладобудівний інститут (ГНДПІ), нині Нижньогородський науково-дослідний приладобудівний інститут «Кварц» (ННДПІ «Кварц»). Був провідним конструктором, заступником головного конструктора у низці важливих розробок. Бубель сконструював пристрої для танкових далекомірів, прилад для аналізу характерних сигналів панорамних вимірювальних приймачів, пристрій для сліпої посадки літаків.
Маючи певний інтерес до медицини, Бубель чимало зробив для оснащення лікарень пристосуваннями і пристроями, що полегшують роботу медичного персоналу, розробляв вузли та макети приладів для діагностики патологій людського організму на їхніх ранніх стадіях, для дослідження біологічних рідин ультразвуковими резонансними методами.
Здійснюючи авторський нагляд над серійним випуском розроблених приладів, Бубель часто їздив у відрядження у Куйбишев, Мінськ, Київ. 1978 року в Києві він переніс інфаркт міокарда. Потім повернувся до роботи, але у відрядження більше не їздив. 1987 року вийшов на пенсію. В липні 1990 року Михайло Бубель переніс другий інфакркт міокарда. Помер 24 лютого 1993 року від внутрішньовенного наркозу, коли Мойсеєві Ізраїльовичу рвали зуби.